# Hallam Cooley
Pour les articles homonymes, voir Cooley (homonymie).

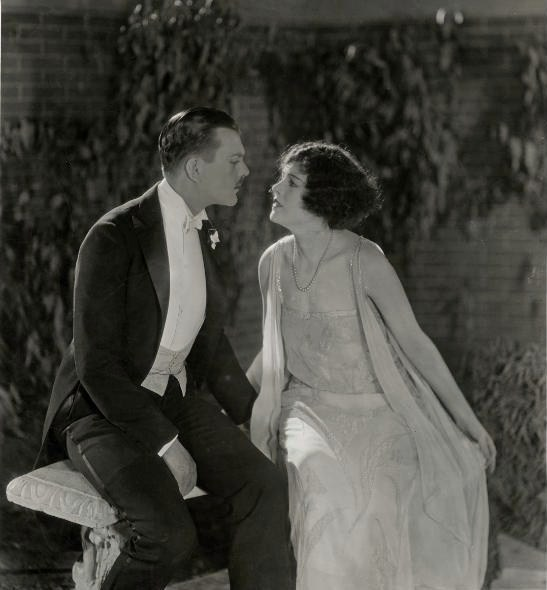
Avec Elaine Hammerstein,
dans La Prisonnière (1922)

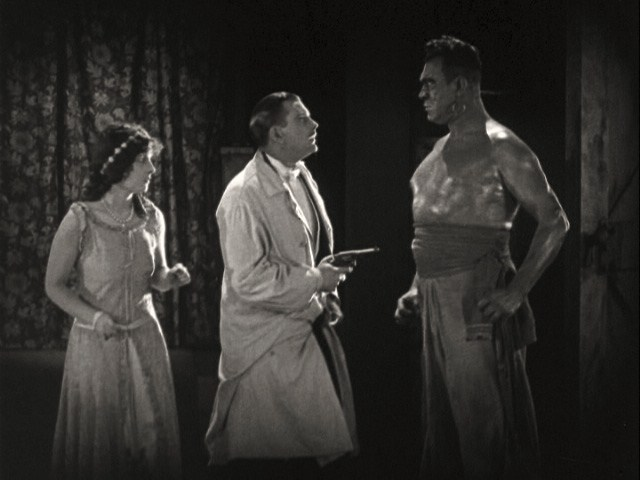
Avec Gertrude Olmstead et Walter James (à d.),
dans Le Monstre (1925)

Hallam Cooley, dit Hal Cooley, né le 8 février 1895 à New York (arrondissement de Brooklyn, État de New York) et mort le 20 mars 1971 à Tiburon (Californie), est un acteur américain.

## Biographie
Au cinéma, Hallam Cooley contribue à cent-six films américains, essentiellement durant la période du muet, le premier étant un court métrage sorti en 1913.
Ultérieurement, mentionnons The Deciding Kiss (1918, avec Edith Roberts et Winifred Greenwood) et Une idylle dans le métro (1922, avec David Butler), tous deux réalisés par Tod Browning, The Painted Flapper de John Gorman (1924, avec James Kirkwood Sr. et Pauline Garon), ainsi que Le Monstre de Roland West (1925, avec Lon Chaney et Gertrude Olmstead).
Durant la période du parlant, il apparaît encore dans quelques films, dont Eaux troubles de Marshall Neilan (1929, avec James Kirkwood Sr. et Mary Brian), Holiday d'Edward H. Griffith (1930, avec Ann Harding et Mary Astor) et Frisco Jenny de William A. Wellman (1932, avec Ruth Chatterton et Louis Calhern), son antépénultième tournage.
Suivent deux derniers films où il tient des petits rôles non crédités, Et demain ? de Frank Borzage (1934, avec Margaret Sullavan et Douglass Montgomery), puis Marie Stuart de John Ford (1936, avec Katharine Hepburn et Fredric March), après quoi il se retire définitivement comme acteur et devient agent artistique.

## Filmographie partielle

### Période du muet
- 1913 : Just Show People de Van Dyke Brooke (court métrage)
- 1915 : The Evil of Suspicion de Rupert Julian (court métrage) : Tom Andrews
- 1916 : The Gold Band de Charles Bartlett (court métrage) : Edgar Reeve
- 1917 : The Bull's Eye de James W. Horne (serial) : Lee McGuire
- 1917 : The Cricket
- 1918 : The Deciding Kiss de Tod Browning : Jimmy Sears
- 1918 : L'Avion fantôme (The Brass Bullet) de Ben F. Wilson (serial) : l'homme mystérieux
- 1918 : The Guilty Man d'Irvin Willat : Gaston Marceau
- 1919 : Le Bonheur en ménage (Happy Though Married) de Fred Niblo : Jim Montjoy
- 1919 : Rédemption (The Girl from Outside) de Reginald Barker : Harry Hope
- 1919 : More Deadly Than the Male de Robert G. Vignola : Jimmy Keen
- 1920 : Un garçon vieux-jeu (An Old Fashioned Boy) de Jerome Storm : Fredie
- 1921 : The Foolish Age de William A. Seiter : Homer Dean Chadwick
- 1921 : What Do Men Want? de Lois Weber : Yost
- 1922 : Régina (Beauty's Worth) de Robert G. Vignola : Henry Garrison
- 1922 : La Prisonnière (One Week of Love) de George Archainbaud : Francis Fraser
- 1922 : Up and at 'Em de William A. Seiter : Bob Everett
- 1922 : Une idylle dans le métro (The Wise Kid) de Tod Browning : Harry
- 1922 : Rose o' the Sea de Fred Niblo : Roger Walton
- 1923 : Noblesse oblige (Are You a Failure?) de Tom Forman : Emmett Graves
- 1923 : Le Roi de l'air (Going Up) de Lloyd Ingraham : Hopkinson Brown
- 1924 : La Course infernale (Sporting Youth) d'Harry A. Pollard : Walter Berg
- 1924 : Plus de femmes ! (The White Sin) de William A. Seiter : Spencer Van Gore
- 1924 : The Painted Flapper de John Gorman : Danny Lawrence
- 1925 : Que personne ne sorte ! (Seven Days) de Scott Sidney : Tom Harbison
- 1925 : Le Monstre ou Le Docteur X (The Monster) de Roland West : Amos Rugg
- 1925 : Free to Love de Frank O'Connor : Jack Garner
- 1926 : Jeux d'héritières (Ladies at Play) d'Alfred E. Green : Terry
- 1927 : Bérénice à l'école (Naughty But Nice) de Millard Webb : Ralph Ames
- 1927 : Oh ! Marquise (Her Wild Oat) de Marshall Neilan : Tommy Warren
- 1927 : No Place to Go de Mervyn LeRoy

### Période du parlant
- 1928 : The Little Wildcat de Ray Enright : Victor Sargeant
- 1929 : Paris Bound de Edward H. Griffith : Peter
- 1929 : Stolen Kisses de Ray Enright
- 1929 : So Long Letty de Lloyd Bacon : Clarence de Brie
- 1929 : Fancy Baggage de John G. Adolfi
- 1929 : In the Headlines de John G. Adolfi : Fancy Somerset
- 1929 : Eaux troubles (Black Waters) de Marshall Neilan : Chester
- 1930 : Back Pay de William A. Seiter : Al Bloom
- 1930 : Holiday de Edward H. Griffith : Seton Cram
- 1931 : Pur-sang (Sporting Blood) de Charles Brabin : Bill Ludeking
- 1931 : Too Many Cooks de William A. Seiter : Frank Andrews
- 1932 : Frisco Jenny de William A. Wellman : Willie Gleason
- 1934 : Et demain ? (Little Man, What Now?) de Frank Borzage
- 1936 : Marie Stuart (Mary of Scotland) de John Ford